# Águilas Universidad Autónoma de Chihuahua
Águilas UACH es un equipo de fútbol americano representativo de la Universidad Autónoma de Chihuahua, con sede en la Ciudad de Chihuahua. Fundado originalmente en 1959 para la categoría intermedia, ha participado en la Liga Mayor de la ONEFA desde 1997, obteniendo en las temporadas 2004, 2008, 2022 y 2023 el campeonato de la Conferencia Nacional.

## Historia

### Inicios, desaparición y resurgimiento
El equipo fue fundado el 6 de octubre de 1959 dada la insistencia del maestro Reynaldo Horcasitas Larios, siendo su primer entrenador en jefe Mauricio Weil venido de los Pumas CU, siendo un equipo amateur, dado que en aquel tiempo no existía una liga universitaria de fútbol americano en México.
Para 1962 el equipo tuvo una de sus mejores temporadas pues logró anotar un total de 2018 puntos en tan solo seis encuentros en el Torneo de Fútbol Americano Estudiantil de Chihuahua en donde se enfrentó a los conjuntos de Instituto Tecnológico de Chihuahua y el de la Escuela Normal del Estado de Chihuahua, ganando la final con un marcador de 34-0. En 1963, las Águilas no lograron el campeonato luego de que este fuera ganado por el conjunto de la Escuela de Agronomía de Ciudad Juárez que recién se integraba al Torneo.
El equipo desapareció luego de que Weil renunciara a la UACH en 1968 reapareciendo en 1975, siendo designado como entrenador en jefe Lorenzo Jiménez, teniendo una efímera participación en la Liga de Fútbol Americano de Torreón en Coahuila.
En 1976 dio inicio el primer torneo interfacultades de fútbol americano luego de que varios equipos universitarios como Apaches de Derecho, Castores de Ingenierías el equipo de la Facultad de Agronomía tuvieran que jugar en una liga municipal, siendo el primer campeón universitario los Castores de Ingeniería, luego de un torneo en el que resultaron invictos. En 1977, Castores retuvo el campeonato teniendo solo una derrota enta Búfalos de la Facultad de Medicina.

### ONEFA
En 1978 fue fundada la Organización Nacional Estudiantil de Fútbol Americano de la cual las Águilas fueron equipo fundador junto a los conjuntos del Instituto Politécnico Nacional, la Universidad Autónoma Agraria Antonio Narro, Universidad Autónoma Chapingo, Universidad Autónoma de Coahuila, Universidad Autónoma de Nuevo León resultando en tercer lugar durante el primer torneo, siendo entrenador en jefe Fernando Landeros Galina quien en ese momento era entrenador de Castores de la Facultad de Ingeniería.
De 1979 a 1982 el equipo fue dirigido por el entrenador Eduardo Terrazas, que logra llevar al conjunto a su primera final dentro de la denominada "Conferencia Norte" de la ONEFA. De 1985 a 1987 el equipo fue dirigido por el entrenador Román Favela, sin más logros que una posición estable en la media tabla. En 1988 las Águilas pasaron a ser entrenadas por Rafael Cháirez Chávez y en 1989 por Roberto Paredes, quien condujo al conjunto durante cuatro temporadas logrando obtener un campeonato en 1991 frente a las Liebres del Instituto Tecnológico de Ciudad Juárez.
En 1993 el equipo perdió el apoyo de la Rectoría, lo que provocó que tuvieran que jugar en esa temporada bajo el nombre de Águilas Club teniendo como entrenadores a Luis Cervantes y Raúl Altamirano, no logrando clasificar en el torneo de la recién creada Conferencia Norte de Fútbol Americano Estudiantil. En 1994, ya de nuevo como Águilas UACH, se logra el campeonato de la CONAFAE Norte bajo el mando de Raúl Nevárez, en 1995 el entrenador pasa a ser Pedro Méndez y en 1999 no compitieron de nuevo.
En 1997, ya en la Liga Mayor de la ONEFA, Águilas logra el primer lugar de su grupo, siendo eliminados por Panteras de la UAM en casa y en 1998 obtienen el mismo resultado frente a Correcaminos UAT. En 2004 fueron campeones de la Conferencia Nacional de la ONEFA tras vencer a Centinelas del Cuerpo de Guardias Presidenciales con una diferencia de apenas tres puntos al quedar 24-21.

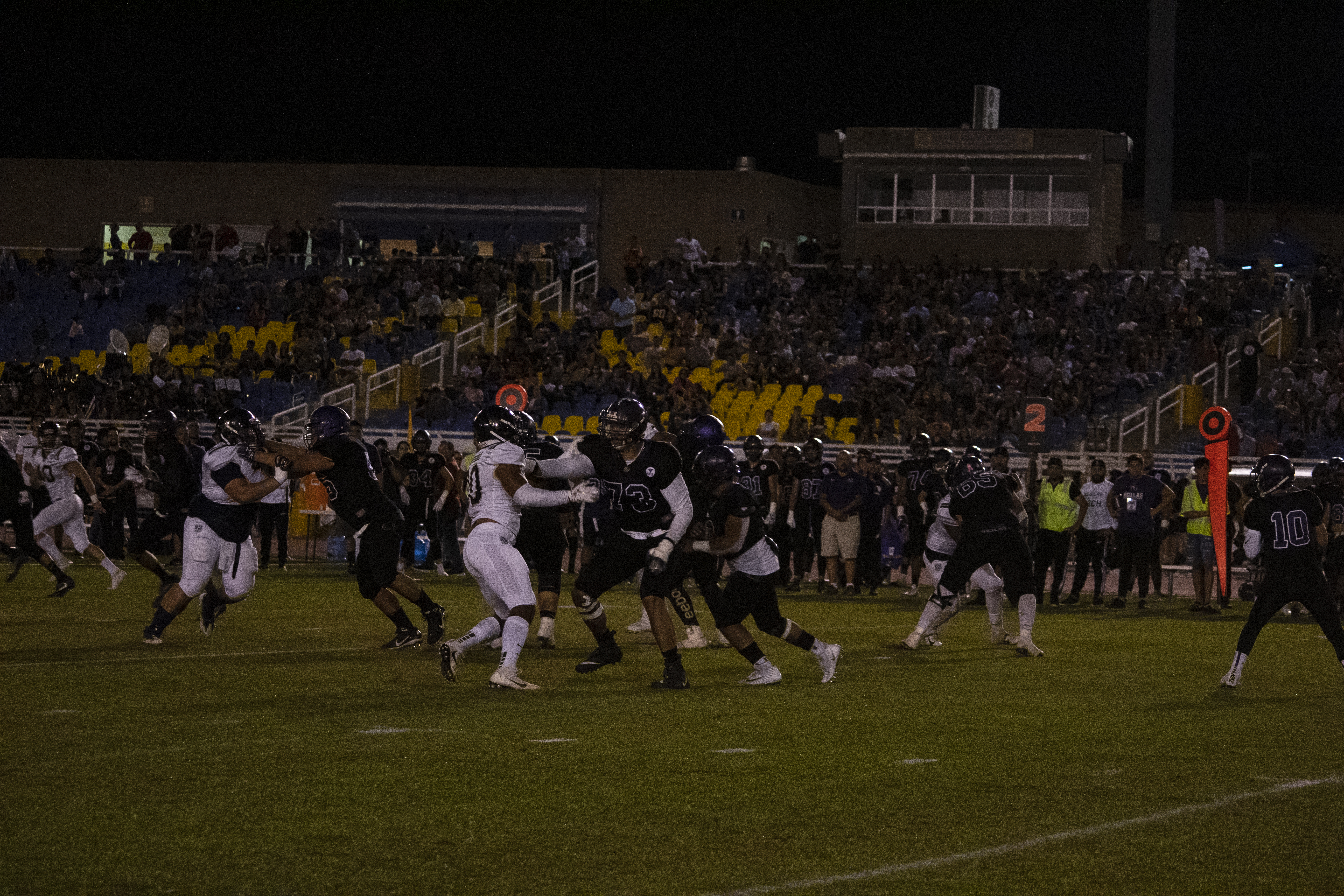
Águilas UACH en un partido frente a Pumas CU en el Estadio Olímpico de Chihuahua en 2019.

De 2005 a 2007 participó en la Conferencia de los 12 Grandes, que disputa el título nacional colegial, aunque en todas las ocasiones obtuvo récords negativos. En la temporada 2008 regresó a la conferencia de ascenso y ganó su segundo campeonato derrotando a los Potros Salvajes de la UAEM por 28-9. Para el 2010 lograron el campeonato de la Conferencia del Norte tras vencer a la escuadra de los Linces UVM Guadalajara por 37-21 en el Estadio Olímpico de la UACH. En 2011 fueron subcampeones luego de perder frente a Linces UVM Guadalajara 35-28. Durante la temporada de 2019 tuvieron uno de sus peores desempeños en el máximo circuito de la ONEFA, toda vez que no lograron ganar ninguno de los seis encuentros disputados en temporada regular.
En 2020, después del regreso de los equipos de la CONADEIP a la ONEFA y como parte de la reestructuración de la liga, Águilas descendió de la Conferencia Jacinto Licea a la Conferencia Nacional en el Grupo A debido a sus malos resultados en la temporada 2019.

## Jugadores

### Equipo actual
Actualizada a la temporada 2019.